# Exetastes flavofasciatus
Exetastes flavofasciatus är en stekelart som beskrevs av Dali Chandra och Gupta 1977. Exetastes flavofasciatus ingår i släktet Exetastes och familjen brokparasitsteklar. Inga underarter finns listade i Catalogue of Life.